# Luigi Paris (1859-1936)
Luigi Paris (Teramo, 4 ottobre 1859 – Teramo, 2 dicembre 1936) è stato un politico italiano.

## Biografia
Avvocato penalista dalle posizioni spesso filosocialiste, venne eletto sindaco di Teramo in seguito alle elezioni comunali del 1894 e fu alla guida di una maggioranza particolarmente diversificata ed eterogenea. Durante il suo mandato venne messo in pari il bilancio comunale e fu effettuata l'attivazione dell'illuminazione elettrica. Ricoprì di nuovo la carica di sindaco dal 1914 e il 1918. Esponente della massoneria ed estimatore di Giovanni Giolitti, durante la prima guerra mondiale ebbe posizioni interventiste.
Candidatosi alle elezioni politiche del 1919 nel listone nittiano, risultò il primo dei non eletti. Aderì alla Democrazia Sociale, di cui fu anche presidente locale. Fu anche vicepresidente del consiglio provinciale di Teramo fino al 1923.
Rifiutò di passare al fascismo e fu per questo isolato e allontanato, anche da chi era stato tra i suoi più stretti compagni politici, come Roberto De Vito. Alla sua morte nel dicembre 1939, il comune di Teramo vietò di esporre il gonfalone comunale durante il corteo funebre. Fu tumulato nella cappella di famiglia nel cimitero di Cartecchio.
Sposatosi il 12 novembre 1887 con Elisabetta De Filippis Delfico, ebbero quattro figli: Michele (1889-1973), docente di elettrotecnica all'Università degli Studi di Pisa, Giamberardino (1890-1960), anch'egli avvocato, Dora e Isabella.